# Pelayos
Pelayos es un municipio y localidad española de la provincia de Salamanca, en la comunidad autónoma de Castilla y León. Se integra dentro de la comarca de la Tierra de Alba. Pertenece al partido judicial de Salamanca y a las mancomunidades Aguas de Sta. Teresa y Tierras del Tormes.
Además del propio Pelayos, su municipio está formado por los núcleos de población de Cañal, Derrengada-Valhondos, Santa Teresa, Velayos, Romanas, Torre Clemente de Abajo y Torre Clemente de Arriba, los tres últimos despoblados. Todo el término municipal ocupa una superficie total de 44,40 km² y según se indica en el padrón elaborado por el INE en el año 2017, cuenta con una población de 94 habitantes.

## Historia
La fundación del actual Pelayos se remonta a la repoblación efectuada por los reyes de León en la Edad Media, teniendo ya en siglo XIII la actual denominación, estando integrado en dicha época en el cuarto de Cantalberque de la jurisdicción de Alba de Tormes, dentro del Reino de León. Sin embargo, el actual despoblado de Cañal, perteneció a la Comunidad de Villa y Tierra de Ávila y al obispado de dicha ciudad castellana, dentro del arciprestazgo de Bonilla o La Serrezuela. No obstante el resto del término, incluido Pelayos, formó parte del Concejo de Alba de Tormes y del obispado leonés de Salamanca. Con la creación de las actuales provincias en 1833, Pelayos quedó encuadrado en la provincia de Salamanca, dentro de la Región Leonesa, formando parte del partido judicial de Alba de Tormes hasta la desaparición de este y su integración en el de Salamanca.

## Geografía humana

### Demografía
Cuenta con una población de 72 habitantes (INE 2024).
| Gráfica de evolución demográfica de Pelayos entre 1842 y 2021                                                         |
| |
| Población de derecho según los censos de población del INE. Población de hecho según los censos de población del INE. |

### Núcleos de población
El municipio se divide en varios núcleos de población, que poseían la siguiente población en 2015 según el INE.
| Núcleo de población      | Población |
| ------------------------ | --------- |
| Pelayos                  | 58        |
| Santa Teresa             | 31        |
| Derrengada-Valhondos     | 8         |
| Cañal                    | 7         |
| Velayos                  | 1         |
| Romanas                  | 0         |
| Torre Clemente de Abajo  | 0         |
| Torre Clemente de Arriba | 0         |

### Transporte
El municipio está bien comunicado por carretera, siendo atravesado por la DSA-135 que comunica con Galinduste en sentido este y con la nacional N-630, que une Gijón con Sevilla y a la autovía Ruta de la Plata de idéntico recorrido en dirección oeste, a través de la presa del embalse de Santa Teresa, además el núcleo de Santa Teresa, esta comunicado con la capital municipal a través de una carretera local asfaltada y con la SA-114 a través de un puente sobre el río Tormes.
En cuanto al transporte público se refiere, tras el cierre de la ruta ferroviaria de la Vía de la Plata, que pasaba por el municipio de La Maya y contaba con estación en el mismo, no existen servicios de tren en el municipio ni en los vecinos, ni tampoco línea regular con servicio de autobús. Por otro lado el aeropuerto de Salamanca es el más cercano, estando a unos 41 km de distancia.

## Administración y política
| Partido político                         | 2019  | 2019  | 2019       | 2015  | 2015  | 2015       | 2011  | 2011  | 2011       | 2007  | 2007  | 2007       | 2003  | 2003  | 2003       |
| Partido político                         | %     | Votos | Concejales | %     | Votos | Concejales | %     | Votos | Concejales | %     | Votos | Concejales | %     | Votos | Concejales |
| Partido Popular (PP)                     | 59,46 | 44    | 2          | 65,17 | 58    | 4          | 67,12 | 49    | 5          | 62,11 | 59    | 4          | 50,56 | 45    | 1          |
| Ciudadanos (Cs)                          | 29,73 | 22    | 1          | —     | —     | —          | —     | —     | —          | —     | —     | —          | —     | —     | —          |
| Partido Socialista Obrero Español (PSOE) | 16,22 | 12    | 0          | 33,71 | 30    | 1          | 24,66 | 18    | 0          | 33,68 | 32    | 1          | 49,44 | 44    | 0          |
| Unión del Pueblo Salmantino (UPSa)       | —     | —     | —          | —     | —     | —          | —     | —     | —          | 1,05  | 1     | 0          | —     | —     | —          |